# Tutti per uno (miniserie televisiva)
Tutti per uno è una miniserie televisiva italiana trasmessa da Rai 1 nel 1999.

## Trama
A Cagli, un paesino delle Marche, alcuni scolari, aiutati dal direttore della banca e dalla loro maestra, raccolgono denaro per permettere al loro amico Tony una costosissima operazione negli Stati Uniti. Quando la colletta però viene rubata, i ragazzi, pur di salvare la vita a Tony, organizzano un furto in banca. Il colpo riesce e Tony può partire, ma la colpa ricade su Ernesto, amico dei ragazzi e guardia della banca. Nel tentativo di scagionare Ernesto, i ragazzini scoprono che il direttore della banca è invischiato nel primo furto e riescono a smascherarlo pubblicamente.

## Produzione
Gli esterni sono stati girati a Cagli, nella provincia di Pesaro e Urbino.
La miniserie è prodotta da Titanus.
Gli interpreti sono Giampiero Ingrassia, Anna Valle, Franco Castellano e Marina Suma e un gruppo di attori bambini.
Tra gli attori protagonisti della fiction c’è anche un piccolo Tony Effe: il futuro rapper, all’anagrafe Nicolò Rapisarda, ha preso parte ad essa interpretando il protagonista Tony Fornari. Proprio il nome del personaggio da lui interpretato sarà fonte d’ispirazione per lo pseudonimo con cui è noto al grande pubblico.